# Tim McGraw
Samuel Timothy McGraw, detto Tim (Delhi, 1º maggio 1967), è un cantante, attore e produttore discografico statunitense.
Durante la carriera artistica ha vinto tre Grammy Awards, quattordici Academy of Country Music Awards, undici Country Music Association (CMA) awards e dieci American Music Award. A livello mondiale ha venduto più di 75 milioni di copie, divenendo uno degli artisti di maggior successo di tutti i tempi.
Dieci dei suoi album e venticinque singoli hanno raggiunto la prima posizione delle rispettive classifiche country statunitensi.
Il Soul2Soul II Tour in collaborazione con la moglie Faith Hill, è ad oggi tra i tour country che hanno generato i più alti box office con 141 milioni di dollari.

## Biografia
McGraw è nato in Louisiana ed è figlio del giocatore di baseball Tug McGraw e della cameriera di origine italiana Elizabeth Ann D'Agostino. 
Nel 1987 si è trasferito con la madre in Florida e due anni più tardi ha deciso di spostarsi a Nashville, "capitale" della musica country, per intraprendere la carriera artistica.
Nel 1990 ha trovato l'accordo con la Curb Records per incidere i primi singoli e il primo album, l'eponimo Tim McGraw, che è uscito nell'aprile 1993 e che è stato prodotto da Byron Gallimore, Doug Johnson e James Stroud. Il disco non ha riscosso particolare successo, ma è col secondo album, Not a Moment Too Soon (1994), che l'artista trionfa a livello di vendite: l'album viene certificato sei volte disco di platino dalla RIAA.
Il successo continua con i successivi album, che vendono milioni di copie e che lo consacrano come star del country.
Molti dei suoi album hanno debuttato al numero uno della classifica Billboard 200 e molti dei suoi singoli hanno raggiunto la vetta della classifica Hot Country Songs.
Nel 1996 ha sposato la cantante Faith Hill con cui ha duettato varie volte e da cui ha avuto 3 figlie.
Nel 2000 ha pubblicato un greatest hits che ha venduto milioni di copie e che gli ha permesso anche di eseguire un intenso tour in giro per il Nord America.
Il successo di vendite prosegue negli anni 2000 con Tim McGraw and the Dancehall Doctors (2002), Live Like You Were Dying (2004) e anche con diversi importanti duetti.
Nel corso della sua carriera ha lavorato occasionalmente come produttore discografico assieme a Byron Gallimore, co-produttore di tutti i suoi album. 
In queste vesti ha collaborato con Jo Dee Messina e Halfway to Hazard.
Tra i suoi brani più celebri vi sono Don't Take the Girl (1994), I Like It, I Love It (1995), It's Your Love (feat. Faith Hill, 1997), My Little Girl (2006).
Ha duettato con numerosi ed importanti artisti: Faith Hill (It's Your Love, I Need You, Meanwhile Back at Mama's), Taylor Swift (Highway Don't Care), Jo Dee Messina, Nelly e Kenny Chesney.

## Premi
Ha ricevuto numerosi riconoscimenti, tra i quali:
- 3 Grammy Awards
- 14 Premi dell'Academy of Country Music
- 10 American Music Award
- 3 People's Choice Awards

## Discografia

### Album in studio
- 1993 – Tim McGraw
- 1994 – Not a Moment Too Soon
- 1995 – All I Want
- 1997 – Everywhere
- 1999 – A Place in the Sun
- 2001 – Set This Circus Down
- 2002 – Tim McGraw and the Dancehall Doctors
- 2004 – Live Like You Were Dying
- 2007 – Let It Go
- 2009 – Southern Voice
- 2012 – Emotional Traffic
- 2013 – Two Lanes of Freedom
- 2014 – Sundown Heaven Town
- 2015 – Damn Country Music
- 2017 – The Rest of Our Life (con Faith Hill)
- 2020 – Here on Earth
- 2023 – Standing Room Only

### EP
- 2023 – Poet's Resumé

### Raccolte
- 2000 – Greatest Hits
- 2006 – Reflected: Greatest Hits Vol. 2
- 2008 – Greatest Hits: Limited Edition
- 2008 – Collector's Edition
- 2008 – Greatest Hits 3
- 2008 – Limited Edition: Greatest Hits Volume 1, 2 & 3
- 2010 – Number One Hits
- 2013 – Tim McGraw & Friends
- 2014 – Love Story
- 2015 – 35 Biggest Hits
- 2016 – McGraw: The Ultimate Collection
- 2018 – The Biggest Hits of Tim McGraw
- 2020 – McGraw Machine Hits: 2013-2019

## Filmografia

### Cinema
- Black Cloud, regia di Rick Schroder (2004)
- Friday Night Lights, regia di Peter Berg (2004)
- Flicka - Uno spirito libero (Flicka), regia di Michael Mayer (2006)
- The Kingdom, regia di Peter Berg (2007)
- Tutti insieme inevitabilmente (Four Christmases), regia di Seth Gordon (2008)
- The Blind Side, regia di John Lee Hancock (2009)
- Dirty Girl, regia di Abe Sylvia (2010)
- Country Strong, regia di Shana Feste (2010)
- Tomorrowland - Il mondo di domani (Tomorrowland), regia di Brad Bird (2015)
- The Shack, regia di Stuart Hazeldine (2017)

### Televisione
- The Jeff Foxworthy Show – serie TV, episodio 2x11 (1997)
- Sesame Street – programma TV, episodio 3919 (2000)
- Saturday Night Live – programma TV (2008)
- Who Do You Think You Are? – programma TV (2011)
- Cake Boss – programma TV (2013)
- Repeat After Me – programma TV, episodio 1x04 (2016)
- Brad Paisley Thinks He's Special – programma TV (2019)
- Yellowstone – serie TV, episodi 4x01-4x08 (2021)
- 1883, regia di Taylor Sheridan, Ben Richardson e Christina Alexandra Voros – miniserie TV (2021-2022)

## Doppiatori italiani
Nelle versioni in italiano delle opere in cui ha recitato, Tim McGraw è stato doppiato da:
- Francesco Pannofino in The Kingdom
- Alberto Angrisano in Yellowstone
- Simone D'Andrea in 1883
- Christian Iansante in Tomorrowland - Il mondo di domani
- Massimo Rossi in The Blind Side
- Pasquale Anselmo in Tutti insieme inevitabilmente
- Vittorio De Angelis in Country Strong

## Riferimenti nella cultura di massa
La cantante pop e country statunitense Taylor Swift, di cui il cantante è amico, ha composto una canzone intitolata proprio Tim McGraw dove la ragazza ricorda la fine di un amore grazie alle parole di una canzone di questo artista.